# Crotalaria stanerana
Crotalaria stanerana är en ärtväxtart som beskrevs av Baker f.. Crotalaria stanerana ingår i släktet sunnhampor, och familjen ärtväxter. Inga underarter finns listade i Catalogue of Life.